# Trois rêves qui s'effondrent
Trois rêves qui s'effondrent (Three Dreams Denied) est un épisode de la série télévisée d'animation Les Simpson. Il s'agit du septième épisode de la trente-deuxième saison et du 691e de la série.

## Synopsis
Alors que le vendeur de BD se rend au Comic-Con de San Diego pour tenter de réaliser son rêve, Bart rencontre un nouveau vendeur de BD spécialisé dans le doublage. Grâce à ce dernier, il devient lui même comédien de doublage dans une nouvelle série. Pendant ce temps, Lisa découvre qu'un nouveau saxophoniste auquel elle ne reste pas insensible a rejoint sa troupe de musique. Cependant, les aventures de ces trois personnages ne vont pas se dérouler comme prévu...

## Réception
Lors de sa première diffusion, l'épisode a attiré 4,41 millions de téléspectateurs.